# Гран-при Франции 1979 года
Гран-при Франции 1979 года — 8-й этап чемпионата мира по автогонкам в классе Формула-1 сезона 1979 года. Автогонки прошли 1 июля на трассе Дижон-Пренуа. В данной гонке команда «Рено» одержала свою первую «полностью французскую» победу — французские автомобиль, двигатель, шины (Michelin), топливо (Elf) и гонщик — Жабуй, для которого этот успех также стал первой победой в карьере. На последних кругах гонки гонщики «Феррари» и «Рено» Жиль Вильнёв и Рене Арну устроили напряженную схватку за второе место, победителем из которой вышел Вильнёв. На финише он опередил соперника всего на 0,24 секунды.

## Квалификация
После смерти двух шведских гонщиков Формулы-1 (Петерсона после аварии, а Нильссона от рака) в Швеции не нашлось желающих финансировать Гран-при Швеции, и заранее запланированный этап был отменен. Из-за этого образовался перерыв в целых пять недель между гонками в Монако и Франции, который был использован преимущественно для интенсивных тестов.
С предыдущего этапа снова произошли изменения в составе гонщиков. В команде Лижье получивший переломы ног во время полетов на дельтаплане Депайе был заменен на ветерана Жаки Икса. Вернулись Ребаке и Джакомелли, пропускавшие предыдущий этап, а также Мерцарио, оправившийся от перелома кисти. Хант закончил карьеру и был заменен Росбергом, а Бранкателли был уволен после выздоровления Мерцарио. После серии непройденных квалификаций из Энсайна ушёл в Формулу-2 Дерек Дэли. На его место хотели взять Тиффа Нидла, но ему не дали суперлицензию для участия, и пришлось брать Патрика Гайяра. Для молодого француза эта гонка стала первой в карьере.
Долгий тестовый период пошёл на пользу французам из Рено — в квалификации домашнего этапа они заняли весь первый ряд. Вслед за Жабуем и Арну оказались гонщики Феррари Вильнёв и Шектер, между которыми на 4-е место вклинился Пике на Брэбеме. Ники Лауда за рулем ещё одного Брэбема стал 6-м. Дополнили десятку Джонс, Лаффит, Регаццони и Жарье. Икс, почти год не имевший гоночной практики, квалифицировался только 14-м. Де Анджелис, Гайяр и Мерцарио не прошли квалификацию, причем последний вновь проиграл даже ближайшему сопернику почти две секунды.
После квалификации Ханс-Гюнтер Шмид, владелец команды ATS, подал в суд на шинников из Goodyear, требуя предоставить ему резину наравне с топ-командами. В те годы шины были не одинакового качества, и лучшие из них доставались нескольким командам, а остальным, в число которых входила и ATS, доставались остатки. В ответ на судебный иск компания Goodyear вовсе заблокировала поставки резины, и Шмид был вынужден снять команду с гонки. Это позволило выйти на старт де Анджелису, не прошедшему квалификацию.
| Место | №  | Гонщик              | Автомобиль         | Время   | Отрыв  |
| ----- | -- | ------------------- | ------------------ | ------- | ------ |
| 1     | 15 | Жан-Пьер Жабуй      | Renault            | 1:07,19 | —      |
| 2     | 16 | Рене Арну           | Renault            | 1:07,45 | +00,26 |
| 3     | 12 | Жиль Вильнёв        | Ferrari            | 1:07,65 | +00,46 |
| 4     | 6  | Нельсон Пике        | Brabham-Alfa Romeo | 1:08,13 | +00,94 |
| 5     | 11 | Джоди Шектер        | Ferrari            | 1:08,15 | +00,96 |
| 6     | 5  | Ники Лауда          | Brabham-Alfa Romeo | 1:08,20 | +01,01 |
| 7     | 27 | Алан Джонс          | Williams-Ford      | 1:08,23 | +01,04 |
| 8     | 26 | Жак Лаффит          | Ligier-Ford        | 1:08,55 | +01,36 |
| 9     | 28 | Клей Регаццони      | Williams-Ford      | 1:08,65 | +01,46 |
| 10    | 4  | Жан-Пьер Жарье      | Tyrrell-Ford       | 1:08,80 | +01,61 |
| 11    | 3  | Дидье Пирони        | Tyrrell-Ford       | 1:08,95 | +01,76 |
| 12    | 1  | Марио Андретти      | Lotus-Ford         | 1:09,35 | +02,16 |
| 13    | 2  | Карлос Ройтеман     | Lotus-Ford         | 1:09,36 | +02,17 |
| 14    | 25 | Жаки Икс            | Ligier-Ford        | 1:09,68 | +02,49 |
| 15    | 7  | Джон Уотсон         | McLaren-Ford       | 1:09,97 | +02,78 |
| 16    | 20 | Кеке Росберг        | Wolf-Ford          | 1:10,15 | +02,96 |
| 17    | 35 | Бруно Джакомелли    | Alfa-Romeo         | 1:10,59 | +03,40 |
| 18    | 14 | Эмерсон Фиттипальди | Fittipaldi-Ford    | 1:10,61 | +03,42 |
| 19    | 29 | Риккардо Патрезе    | Arrows-Ford        | 1:10,70 | +03,51 |
| 20    | 8  | Патрик Тамбе        | McLaren-Ford       | 1:10,92 | +03,73 |
| 21    | 17 | Ян Ламмерс          | Shadow-Ford        | 1:11,14 | +03,95 |
| 22    | 30 | Йохен Масс          | Arrows-Ford        | 1:11,14 | +03,95 |
| 23    | 31 | Эктор Ребаке        | Lotus-Ford         | 1:11,97 | +04,78 |
| НКВ   | 18 | Элио де Анджелис    | Shadow-Ford        | 1:12,23 | +05,04 |
| НКВ   | 22 | Патрик Гайяр        | Ensign-Ford        | 1:13,00 | +05,81 |
| НКВ   | 24 | Артуро Мерцарио     | Merzario-Ford      | 1:14,95 | +07,76 |

## Гонка
На старте вперед вырвался Вильнёв, далее шли Жабуй и Шектер. Арну же чуть не заглох и откатился на девятое место. Тем не менее, на скоростных поворотах трассы в Дижоне у турбомоторов было преимущество, и француз стал быстро прорываться обратно. К 10-му кругу он вышел на 4-е место, а к 15-му обошёл Шектера, испытывавшего проблемы с управляемостью, и стал третьим. Впереди подобные проблемы возникли и у Вильнёва. Некоторое время канадцу удавалось сохранять разрыв в 6 секунд, но потом у него начали изнашиваться шины, и Жабуй стал приближаться. За счет более быстрых обгонов круговых Вильнев увеличил отрыв до 4-х секунд, но к 46-му кругу Рено француза снова приблизился вплотную. Наконец, в конце 47-го круга перед выходом на стартовую прямую Вильнёву немного помешал круговой де Анджелис, и Жабуй вырвался вперед. Более не сдерживаемый соперником, он стал отрываться.
На финишных стадиях гонки Арну не спеша катился к финишу, но, узнав о проблемах Вильнёва с управляемостью и шинами, бросился в погоню, в процессе установив быстрейший круг (первый в истории для себя, для турбомотора и для команды Рено). Ему удалось догнать и обогнать Вильнёва, но, практически сразу, на его машине стал терять мощность мотор. Получившаяся на последних кругах плотная борьба Вильнёва и Арну считается[кем?] одним из самых примечательных эпизодов в истории Формулы-1. Гонщики использовали всю ширину трассы вместе с обочинами, множество раз вылетали и сталкивались колесами, несколько раз менялись позициями. На последнем круге Арну зашёл в один из последних поворотов шире, чем нужно, и Вильнёв смог проскользнуть вперед, финишировав на четверть секунды впереди соперника. Впоследствии оба гонщика очень высоко отзывались об этой борьбе:

Жиль Вильнёв:

Это лучшее мое воспоминание из мира гонок. Эти несколько кругов были просто фантастическими — мы пытались обойти друг друга на торможениях и разгонах, постоянно сталкивались друг с другом, но не потому, что хотели вытолкнуть соперника с трассы. Эта была борьба двух парней за второе место, не пытавшихся играть грязно, а вынужденно сталкивавшихся из-за желания быть первыми. Я в восторге!
Оригинальный текст (англ.)That is my best memory of Grand Prix racing. Those few laps were just so fantastic to me - out-braking each other and trying to race for the line, touching each other but without wanting to put the other car out. It was just these two guys battling for second place without trying to be dirty but having to touch because of wanting to be first. I loved that moment!

Рене Арну:

Дуэль с Жилем я никогда не забуду. Вы знаете, гоняться так можно только с тем, кому ты полностью доверяешь, и такие люди нечасто попадаются. Да, он обыграл меня, да ещё и во Франции, но меня это не печалит. Я знаю, что проиграл лучшему гонщику в мире.
Оригинальный текст (англ.)The duel with Gilles is something I'll never forget. You can only race like that, you know, with someone you trust completely, and you don't meet many like him. He beat me, yes and in France, but it didn't worry me. I knew I'd been beaten by the best driver in the world.

Напряженная схватка за второе место отвлекла внимание от уверенной победы Жабуя, которая стала, во множестве смыслов, первой в Формуле-1: для гонщика, для команды, для турбомотора. Фактически, эта победа обозначила начало новой эры — вскоре большинство автомобилей стали оборудовать турбомоторами.
На четвёртом месте долгое время шёл Пике, но на 52-м круге его развернуло, и он сошёл. Таким образом, в очках финишировали два Уильямса Джонса и Регаццони, между которыми вклинился Жарье. Все остальные отстали как минимум на один круг, в том числе и лидер чемпионата Джоди Шектер, который был вынужден заезжать на внеплановый пит-стоп и по этой причине впервые в сезоне финишировал вне очков. Для действующего чемпиона мира Андретти гонка сложилась неудачно: постоянно что-то ломалось, он совершил три пит-стопа, и, в конце концов, сошёл. Для гонщиков Брэбема гонка изначально складывалась неплохо, но, в конце концов, и Лауда, и Пике не справились с управлением и вылетели с трассы. Карлос Рейтеманн на последнем круге столкнулся с Росбергом и сошёл, но при этом был классифицирован.
| Место | С  | №  | Гонщик              | Команда            | Ш | Круги | Время/причина схода            | О |
| ----- | -- | -- | ------------------- | ------------------ | - | ----- | ------------------------------ | - |
| 1     | 1  | 15 | Жан-Пьер Жабуй      | Renault            | M | 80    | 1:35:20,42                     | 9 |
| 2     | 3  | 12 | Жиль Вильнёв        | Ferrari            | M | 80    | +14,59                         | 6 |
| 3     | 2  | 16 | Рене Арну           | Renault            | M | 80    | +14,83                         | 4 |
| 4     | 7  | 27 | Алан Джонс          | Williams-Ford      | G | 80    | +36,61                         | 3 |
| 5     | 10 | 4  | Жан-Пьер Жарье      | Tyrrell-Ford       | G | 80    | +1:04,51                       | 2 |
| 6     | 9  | 28 | Клей Регаццони      | Williams-Ford      | G | 80    | +1:05,51                       | 1 |
| 7     | 5  | 11 | Джоди Шектер        | Ferrari            | M | 79    | +1 круг                        |   |
| 8     | 8  | 26 | Жак Лаффит          | Ligier-Ford        | G | 79    | +1 круг                        |   |
| 9     | 16 | 20 | Кеке Росберг        | Wolf-Ford          | G | 79    | +1 круг                        |   |
| 10    | 20 | 8  | Патрик Тамбе        | McLaren-Ford       | G | 78    | +2 круга                       |   |
| 11    | 15 | 7  | Джон Уотсон         | McLaren-Ford       | G | 78    | +2 круга                       |   |
| 12    | 23 | 31 | Эктор Ребаке        | Lotus-Ford         | G | 78    | +2 круга                       |   |
| 13    | 13 | 2  | Карлос Ройтеман     | Lotus-Ford         | G | 77    | +3 круга                       |   |
| 14    | 19 | 29 | Риккардо Патрезе    | Arrows-Ford        | G | 77    | +3 круга                       |   |
| 15    | 22 | 30 | Йохен Масс          | Arrows-Ford        | G | 75    | +5 кругов                      |   |
| 16    | 24 | 18 | Элио де Анджелис    | Shadow-Ford        | G | 75    | +5 кругов                      |   |
| 17    | 17 | 35 | Бруно Джакомелли    | Alfa-Romeo         | G | 75    | +5 кругов                      |   |
| 18    | 21 | 17 | Ян Ламмерс          | Shadow-Ford        | G | 73    | +7 кругов                      |   |
| Сход  | 11 | 3  | Дидье Пирони        | Tyrrell-Ford       | G | 71    | Подвеска                       |   |
| Сход  | 18 | 14 | Эмерсон Фиттипальди | Fittipaldi-Ford    | G | 53    | Утечка масла, двигатель        |   |
| Сход  | 4  | 6  | Нельсон Пике        | Brabham-Alfa Romeo | G | 52    | Вылет                          |   |
| Сход  | 12 | 1  | Марио Андретти      | Lotus-Ford         | G | 51    | Тормоза, подвеска, прокол      |   |
| Сход  | 14 | 25 | Жаки Икс            | Ligier-Ford        | G | 45    | Двигатель                      |   |
| Сход  | 6  | 5  | Ники Лауда          | Brabham-Alfa Romeo | G | 23    | Разворот                       |   |
| Отк   |    | 9  | Ханс-Йоахим Штук    | ATS-Ford           | G |       | Судебный иск к Goodyear, отказ |   |
| НКВ   |    | 22 | Патрик Гайяр        | Ensign-Ford        | G |       |                                |   |
| НКВ   |    | 24 | Артуро Мерцарио     | Merzario-Ford      | G |       |                                |   |

| №  | Гонщик         | Автомобиль | Круги | Всего |
| -- | -------------- | ---------- | ----- | ----- |
| 12 | Жиль Вильнёв   | Ferrari    | 1-46  | 46    |
| 15 | Жан-Пьер Жабуй | Renault    | 47-80 | 34    |

## Положение в чемпионате
В зачете гонщиков произошло только одно изменение — Вильнёв, финишировав вторым, вышел на вторую позицию в чемпионате. В кубке конструкторов на пятое место с 14 очками вышел Уильямс, в первую очередь благодаря двойному финишу в очках. Ещё более впечатляющий рывок совершила команда Рено, которая, завоевав победу и третье место, разом набрала 13 очков и вышла на 6-е место.
| Место | №  | Гонщик          | Очки    |
| ----- | -- | --------------- | ------- |
| 1     | 11 | Джоди Шектер    | 30 (34) |
| 3     | 12 | Жиль Вильнёв    | 26      |
| 2     | 26 | Жак Лаффит      | 24      |
| 4     | 25 | Патрик Депайе   | 20 (22) |
| 5     | 2  | Карлос Ройтеман | 20 (25) |

| Место | Команда       | Очки |
| ----- | ------------- | ---- |
| 1     | Ferrari       | 60   |
| 2     | Ligier-Ford   | 46   |
| 3     | Lotus-Ford    | 37   |
| 4     | Tyrrell-Ford  | 17   |
| 5     | Williams-Ford | 14   |